# Relación de saturación de cationes
La relación de saturación de cationes básicos (BCSR, del inglés Base-cation saturation ratio) es un método para interpretar los resultados de las pruebas de suelo que se usa ampliamente en la agricultura sostenible, respaldado por el Servicio Nacional de Información sobre Agricultura Sostenible (ATTRA) y se afirma que se usa con éxito en más de un millón de acres. (4,000 km2) de tierras agrícolas en todo el mundo. El método tradicional, tal como lo utilizan la mayoría de los laboratorios universitarios, se conoce como "nivel de suficiencia", nivel de suficiencia de nutrientes disponibles (SLAN) o sistema Index (UK). El sistema de nivel de suficiencia se ocupa únicamente de mantener los niveles de nutrientes disponibles para las plantas dentro de un rango bien estudiado, asegurándose de que no haya ni deficiencia ni exceso. En el sistema BCSR, los cationes del suelo se equilibran de acuerdo con proporciones variables que a menudo se declaran como suelo 'ideal' o 'equilibrado'. Estas proporciones pueden ser entre cationes individuales, como la proporción de calcio a magnesio, o pueden expresarse como un porcentaje de saturación de la capacidad de intercambio catiónico (CEC) del suelo. La mayoría de las teorías del "suelo ideal" enfatizan ambos enfoques.  
Los cationes 'básicos' se limitan a calcio, magnesio, potasio y sodio, y estos son los nutrientes principales que los métodos BCSR están más preocupados por equilibrar. Sin embargo, muchos defensores de las teorías del "suelo ideal" también destacan la importancia de equilibrar los aniones fósforo, azufre y cloro, así como numerosos elementos menores y trazas. El sistema SLAN convencional generalmente no analiza elementos menores y trazas a menos que exista una causa suficiente para sospechar una deficiencia o toxicidad.
Los partidarios de BCSR argumentan que un suelo equilibrado utilizando sus métodos conduce a un mayor rendimiento de los cultivos y una mayor calidad nutricional, así como a un aumento de la actividad biológica del suelo y las propiedades físicas de labranza, aireación y retención de humedad. Actualmente no hay datos de investigación o ensayos disponibles públicamente para respaldar estas afirmaciones, pero los sistemas BCSR se usan bastante ampliamente en granjas orgánicas y se pueden encontrar muchos testimonios positivos de agricultores y jardineros en Internet y en la literatura de agricultura alternativa. En la mayoría de las circunstancias, seguir los sistemas BCSR no producirá efectos negativos. La principal preocupación de los agricultores es simplemente el gasto innecesario de aplicar enmiendas al suelo más allá de lo que el cultivo realmente puede utilizar.

## Historia de los métodos BCSR
El principio de intercambio de cationes fue descubierto por Thomas Way y John Bennet Lawes en la Estación Experimental de Rothamsted en el siglo XIX. En 1892, Oscar Loew observó que tanto el calcio como el magnesio pueden ser tóxicos para las plantas cuando hay un exceso de uno y una deficiencia del otro, lo que sugiere que puede haber una relación Ca:Mg óptima. En 1901, Oscar Loew y D. W. May realizaron más pruebas y sugirieron una proporción ideal de Ca:Mg de 5 a 4, aunque para varias especies se obtuvo un crecimiento máximo en una amplia gama de proporciones. En 1916, Lipman concluyó que, si bien algunos investigadores parecían haber identificado proporciones "óptimas" de Ca:Mg para ciertas especies, no había evidencia de que la proporción Ca:Mg influyera en el crecimiento.
Más tarde, en 1933, Moser también llegó a la misma conclusión que Lipman de que no había evidencia de que la relación Ca:Mg influyera en el rendimiento. Encontró que en suelos con alto contenido de magnesio, los bajos rendimientos se debían a una deficiencia de calcio, más que a un desequilibrio. Esto significaba que el encalado aumentaría el rendimiento, pero solo hasta el punto en que se corrigiera la deficiencia.
Desde finales de la década de 1930, William Albrecht, presidente del Departamento de Suelos de la Universidad de Misuri, comenzó a trabajar en la Estación Experimental Agrícola de Misuri investigando las proporciones de cationes y el crecimiento de las leguminosas. Albrecht había estado investigando la nutrición del ganado, habiendo observado que ciertos pastos parecían propicios para una buena salud, y en algún momento llegó a la conclusión de que el equilibrio ideal de cationes en el suelo era "H, 10 %; Ca, 60 a 75 %; Mg, 10 a 20%; K, 2 a 5%; Na, 0,5 a 5,0%; y otros cationes, 5%". A su muerte dejó sus papeles a su amigo Charles Walters, quien promovió las ideas al fundar la revista AcresUSA, que sigue estando en el centro del movimiento del suelo ideal.
Albrecht descartó el pH del suelo y afirmó que "las plantas no son sensibles ni están limitadas por un valor de pH particular del suelo". En cambio, creía que los beneficios de encalar el suelo se derivan del calcio adicional disponible para la planta, no del aumento del pH. Esta creencia ha sido sostenida por seguidores hasta el día de hoy, a pesar de mucha evidencia de lo contrario. Como gran parte de la investigación inicial sobre BCSR donde no se controló el pH del suelo, es difícil sacar conclusiones sólidas de la investigación de Albrecht en apoyo de BCSR.
Aproximadamente al mismo tiempo que Albrecht trabajaba en Misuri, F. E. Bear en Nueva Jersey estaba investigando si las enmiendas de calcio podrían usarse para limitar el exceso de absorción de potasio en las plantas de alfalfa para reducir los costos de fertilizantes. A partir de estos estudios, emitió un boletín con Prince y Malcolm en 1945 que tentativamente proponía una proporción de "suelo ideal" donde las proporciones de cationes intercambiables eran 65% Ca, 10% Mg, 5% K y 20% H. Confirmaron su hipótesis con más experimentos en 1948 (publicado con Toth).
En 1959, E. R. Graham sugirió una modificación a las proporciones de Bear donde el calcio podría oscilar entre el 65% y el 85% de la CIC. Tanto Bear como Graham llegaron a estas conclusiones después de analizar varios suelos y notar una correlación entre las proporciones de cationes y la productividad de los suelos. Aunque las ciencias modernas generalmente evitan la deducción de este tipo en favor de las pruebas en un entorno más controlado, se considera un método válido en agronomía y ecología, donde la complejidad del entorno natural hace que las técnicas reductivas sean menos útiles. Sin embargo, ni Bear ni Graham parecen haber probado sus teorías variando las proporciones y estudiando los efectos.
En 1981, Baker y Amacher redefinieron la proporción ideal como 60–80 % Ca, 10–20 % Mg, 2–5 % K. Una década más tarde, Neal Kinsey coescribió un libro con Charles Walters llamado "Hands on Agronomy en el que definió las proporciones ideales como 60-70% Ca, 10-20% Mg, 3-5% K, 1% Na, 10-15 H, 2-4% otros cationes.
Ciertos estudios realizados en 2008-2011 plantean dudas sobre la eficacia de BCSR.

## BCSR y rendimiento de la planta
Toth, en un experimento posterior para investigar las proporciones del "suelo ideal" en el que había trabajado previamente con Bear, llegó a la conclusión de que mientras el calcio fuera el catión dominante, ninguna proporción específica de cationes producía un mejor rendimiento de trébol ladino. Incluso con Mg y K tan altos como 40%, muy por encima del rango "ideal", no se obtuvo diferencia en el rendimiento.
Desde entonces, otros estudios han sacado conclusiones similares que no muestran relación entre el rendimiento y las proporciones de cationes, siempre que el calcio sea más abundante que el magnesio. Aunque las investigaciones han investigado principalmente las proporciones de calcio, los estudios que analizaron las proporciones de potasio y magnesio tampoco mostraron diferencias en el rendimiento, siempre que no hubiera una deficiencia o un exceso. De hecho, parece que los primeros resultados positivos de los ensayos de Bear y colaboradores pueden atribuirse directamente al pH del suelo.

## BCSR y calidad nutricional
Quizás el aspecto más controvertido de BCSR (y la agricultura orgánica en general) se relaciona con las creencias de los practicantes de que un suelo correctamente equilibrado producirá productos más nutritivos. Aunque algunos estudios han mostrado una disminución en el contenido de minerales de frutas y verduras durante el último medio siglo esto está en disputa y las causas son inciertas. Se ha especulado que las variedades híbridas criadas por rendimiento, uniformidad, resistencia a plagas, apariencia y vida útil sobre el sabor (un buen indicador de la calidad nutricional) pueden tener la culpa y no el suelo. Aparte de la composición del suelo, también se han teorizado otros factores como el riego y la exposición a la luz solar, pero hasta el momento no se pueden sacar conclusiones.
William Albrecht primero teorizó que los cultivos cultivados en suelos 'desequilibrados' tienen un valor nutricional más bajo, basándose en el estudio de los hábitos del ganado de pastoreo, y señaló en particular que evitaban la hierba exuberante que crecía en los parches de estiércol. Los defensores de la teoría BCSR citan un estudio que realizó con G. E. Smith, pero ha sido criticado por una variedad de razones, la principal de las cuales es que el pH del suelo no estaba controlado, ya que Albrecht no creía pH a ser importante. Por lo tanto, los aumentos en la nodulación de las raíces de las leguminosas (y los subsiguientes aumentos en el rendimiento) que él asoció con los niveles de calcio probablemente se debieron a los aumentos en el pH, que se sabe que libera molibdeno, un micronutriente esencial para que ocurra la nodulación de las raíces. Las leguminosas son una fuente importante de proteína en los animales de pastoreo, por lo tanto, otros estudios que muestran un aumento en la salud del ganado debido a las aplicaciones de calcio en los pastos probablemente se deban al aumento del pH y al posterior aumento de las poblaciones de leguminosas.
Otro estudio que vale la pena mencionar por su prevalencia en la literatura de agricultura alternativa es el realizado por Bear y Toth en 1948 que investigan la composición mineral de frutas y verduras en una variedad de suelos diferentes en los EE. UU. De hecho, este antiguo estudio sigue siendo tan frecuente debido a la escasez de literatura que compare las propiedades del suelo y el valor nutricional de los cultivos. El estudio sugiere que la composición del suelo afecta el contenido mineral de los cultivos, pero debido a la gran cantidad de variables inexploradas, es difícil sacar conclusiones firmes.
Los estudios más recientes que se propusieron específicamente probar la influencia de las proporciones de cationes en la nutrición son menos alentadores. Un estudio de campo de tres años realizado por Mark Schonbeck que "inicialmente se llevó a cabo para validar la fórmula de Albrecht en la producción orgánica" no mostró ninguna variación en Brix (un índice controvertido de calidad nutricional utilizado por muchos en la comunidad ideal del suelo) de las hortalizas cultivadas en suelos de diferentes proporciones de cationes. En 2005, Stevens et al. no encontraron relación entre la calidad del algodón y la relación Ca:Mg, y en 1996 Kellings et al. llegó a la misma conclusión con respecto a la calidad y el rendimiento de la alfalfa.

## BCSR y las propiedades físicas del suelo
El encalado de suelos arcillosos pesados se ha utilizado durante mucho tiempo para mejorar su estructura, pero los practicantes de BCSR afirman que la razón por la que lo hacen es el aumento en la relación Ca:Mg en lugar de un aumento en el pH. Sin embargo, los estudios han demostrado que la estructura del suelo se mantiene en una amplia gama de proporciones de Ca:Mg cuando el pH se mantiene igual. Los ensayos agrícolas de Schonbeck encontraron que una reducción en la saturación de Mg no tuvo efecto sobre la compactación, el contenido de humedad, la tasa de infiltración o la resistencia del suelo. De hecho, encontró que los dos suelos más 'desequilibrados' según la fórmula de Albrecht eran los dos suelos con mejor estructura física. Un estudio de los suelos del medio oeste de los Estados Unidos, por otro lado, concluyó que el Mg alto "puede causar un mayor sellado de la superficie y erosión en los suelos".

## BCSR y biología del suelo
Los seguidores de BCSR han afirmado que los suelos equilibrados aumentan la actividad biológica del suelo y reducen el crecimiento de malezas y el ataque de plagas. La reducción de malezas y plagas se puede atribuir directamente a un aumento en la actividad biológica del suelo y la posterior salud del cultivo, por lo tanto, el único factor a considerar es si BCSR puede aumentar directamente la diversidad y la actividad de los microorganismos del suelo.
Si bien se ha observado que algunas bacterias metabolizan los elementos crudos directamente en circunstancias extremas, y se ha descubierto que los hongos micorrízicos extraen minerales del lecho rocoso, la gran mayoría de los organismos del suelo subsisten exclusivamente de materia orgánica. Por lo tanto, es improbable que cualquier cambio en el equilibrio mineral del suelo afecte a las poblaciones de organismos del suelo más allá de los efectos esperados por la alteración del pH.
Los estudios han respaldado esto: se demostró que una reducción de la saturación de Mg no tuvo un efecto detectable en la materia orgánica del suelo, la actividad biológica, el crecimiento de malezas o la incidencia de enfermedades. Se encontró que la relación Ca:Mg no tuvo un efecto significativo sobre la población de lombrices o el crecimiento de malezas.

## BCSR en la práctica
Se afirma que hay más de un 4.000 km2 de tierras de cultivo en todo el mundo utilizando algún tipo de teoría BCSR para equilibrar sus suelos, y los testimonios de los agricultores parecen respaldarlo como un método práctico. Sin embargo, los agricultores que hacen la transición a la agricultura sostenible casi siempre utilizan BCSR, por lo tanto, el uso simultáneo de otros métodos de mejora del suelo (como cultivos de cobertura, labranza reducida y adición de materia orgánica) dificulta aislar los efectos del método BCSR. Muchos practicantes de BCSR enfatizan que el sistema no puede funcionar cuando se abstrae de un enfoque 'holístico' de la agricultura. Aunque esto complica la investigación, no invalida el enfoque, ya que muchos otros aspectos de la agricultura sostenible solo funcionan en conjunto. Por ejemplo, el manejo integrado de plagas requiere el uso de policultivos, cultivos de cobertura, reducción de pesticidas e incluso agrosilvicultura hasta cierto punto, y su eficacia se verá muy reducida si se ignoran todas estas cosas.
Los resultados de 2001 de una prueba de campo de 3 años patrocinada por la Organización de Investigación y Educación en Agricultura Sostenible (SARE) son la única comparación lado a lado de BCSR vs. SLAN realizada por agricultores usando recomendaciones de laboratorios que se especializan en cada método. Llegaron a la conclusión de que el método BCSR no sería más rentable, incluso teniendo en cuenta las primas de precio de los productos orgánicos. También admitieron que podría tomar décadas de tal fertilización para alcanzar los niveles "óptimos" de los sistemas BCSR. Otro estudio encontró que los costos de BCSR duplican los de la fertilización convencional.
También se han planteado preocupaciones de que la aplicación de los métodos BCSR a suelos con baja CIC podría conducir a una deficiencia de minerales porque no hay niveles mínimos definidos como meq/100g de suelo. Por lo tanto, en suelos con muy baja CIC, la cantidad de cierto elemento, aunque en la proporción correcta con respecto a otros, puede ser demasiado baja para las necesidades del cultivo. Otra preocupación es que las aplicaciones de CaCO3 y CaSO4 pueden conducir a una sobreestimación de la CIC.
Gran parte de la investigación a favor de BCSR puede explicarse adecuadamente por los cambios en el pH. Se sabe que el encalado del suelo mejora la actividad microbiana, la estructura del suelo, la fijación de nitrógeno y la palatabilidad de los forrajes. También se utiliza para corregir las deficiencias de Ca y Mg, cambiar la disponibilidad de nutrientes y reducir la toxicidad del manganeso y el aluminio que pueden retrasar el crecimiento de los cultivos.

### Otras lecturas
- Albrecht, W.A. 1975.  The Albrecht papers. Vol. 1: Foundation concepts. Acres USA, Kansas City.
- Alva, A.K., Edwards, Asher and Suthipradit. 1987. Effects of acid soil infertility factors on growth and nodulation of soybean.   Agron. J. 79:302–306.
- Baker, D.E., and M.C. Amacher. 1981. The development and interpretation of a diagnostic soil-testing program. Pennsylvania
- Bear, F.E. and Toth. 1948. Influence of calcium on availability of other cations.   Soil Sci. 65:69–74.
- Bear, F.E., Prince and Malcolm. 1945.  Potassium needs of New Jersey soils. Bull. 721. New Jersey Agric. Exp. Stn., New Brunswick.
- Bear, F.E., Prince, Toth and Purvis. 1951.  Magnesium in plants and soil. Bull. 760. New Jersey Agric. Exp. Stn., New Brunswick.
- Bruce, R.C., Warrell, Edwards and Bell. 1988.  Effects of aluminium and calcium in the soil solution of acid soils on root elongation of Glycine max cv.   Forrest. Aust. J. Agric. Res. 39:319–338.
- Davis DR, Epp MD, Riordan HD (2004) Changes in USDA food concentration data for 43 garden crops, 1950 to 1999. J Am Coll Nutr 23: 669–682
- Eckert, D.J. 1987.  Soil test interpretations: Basic cation saturation ratios and sufficiency levels. p. 53–64. In J.R. Brown (ed.) Soil testing: Sampling, correlation, calibration, and interpretation. SSSA Spec. Publ. 21. SSSA, Madison, WI.
- Eckert D.J., and E.O. McLean. 1981. – Basic cation saturation ratios as a basis for fertilizing and liming agronomic crops: I. Growth chamber studies. Agron. J. 73:795–799.
- Foy, C.D. 1984.  Physiological effects of hydrogen, aluminium, and manganese toxicities in acid soil. p. 57–97. In F. Adams (ed.) Soil acidity and liming. Agron. Monogr. 12. 2nd ed. ASA, CSSA, and SSSA, Madison, WI.
- Giddens, J. and Toth. 1951. Growth and nutrient uptake of ladino clover on red and yellow grey-brown podzolic soils
- Graham, E.R. 1959.  An explanation of theory and methods of soil testing. Bull. 734. Missouri Agric. Exp. Stn., Columbia.
- Hunter, A.S. 1949. Yield and composition of alfalfa as influenced by variations in the calcium–magnesium ratio.   Soil Sci. 67:53–62.
- Johnny Johnston, Lawes Trust Senior Fellow, Rothamsted Resea – Assessing soil fertility; the importance of soil analysis and its interpretation
- Kelling, K.A., Schulte and Peters. 1996.  One hundred years of Ca:Mg ratio research. New Horiz. in Soil Ser. 8. Dep. of Soil Sci., Univ. of Wisconsin, Madison.
- (Kelling, Keith) Advisability of Using Cation Balance – www.soils.wisc.edu/extension/wcmc/approvedppt2004/Kelling1.pdf
- Key, J.L., Kurtz and Tucker. 1962. Influence of ratio of exchangeable calcium–magnesium on yield and composition of soybeans and corn.   Soil SOlogunde, O.O. and Sorensen. 1982. Influence of concentrations of K and Mg in nutrient solutions on sorghum.   Agron. J. 74:41–46.ci. 93:265–270.
- Liebhardt, W.C. 1981. The basic cation saturation ratio concept and lime and potassium recommendations on Delaware's Coastal Plain soils.   Soil Sci. Soc. Am. J. 45:544–549.
- Liming to Improve Soil Quality – USDA – soils.usda.gov/sqi/management/files/sq_atn_8.pdf
- Lipman, C.B. 1916.  A critique of the hypothesis of the lime/magnesia ratio. Plant World 19:83–105, 119–133.
- Loew, O. 1892. Uber die physiolgischen funkton der kalzium- und magnesia-salze in planzen organisms.   Flora 75:368–394.
- Lyne, J. and P. Barak (2000). Are depleted soils causing a reduction in mineral content of food crops? ASA/CSSA/SSSA Annual Meeting. Minneapolis, MN.http://attra.ncat.org/attra-pub/soilmgmt.htm
- Bear, F.E., S.J. Toth, and A.L. Prince. 1948. Variation in mineral composition of vegetables. Soil Sci. Soc. Am. Proc. 13:380–384.
- McLean, E.O. and Carbonell. 1972. Calcium, magnesium, and potassium saturation ratios in two soils and their effects upon yield and nutrient contents of German millet and alfalfa.   Soil Sci. Soc. Am. Proc. 36:927–930.
- McLean, E.O. 1977.  Contrasting concepts in soil test interpretation: Sufficiency levels of available nutrients versus basic cation saturation ratios. p. 39–54. In T.R. Peck et al. (ed.) Soil testing: Correlating and interpreting the analytical results. ASA Spec. Publ. 29. ASA, CSSA, and SSSA, Madison, WI.
- (p -) McLean, E.O. and Carbonell. 1972. Calcium, magnesium, and potassium saturation ratios in two soils and their effects upon yield and nutrient contents of German millet and alfalfa.   Soil Sci. Soc. Am. Proc. 36:927–930.
- Anne-Marie Mayer, (1997) "Historical changes in the mineral content of fruits and vegetables", British Food Journal, Vol. 99 Iss: 6, pp. 207 – 211
- Moser, F. 1933. The calcium–magnesium ratio in soils and its relation to crop growth.   J. Am. Soc. Agron. 25:365–377.
- National Sustainable Agriculture Information Service – https://web.archive.org/web/20090305021221/http://attra.ncat.org/attra-pub/soilmgmt.html
- Ologunde, O.O. and Sorensen. 1982. Influence of concentrations of K and Mg in nutrient solutions on sorghum.   Agron. J. 74:41–46.
- Olson, R.A., Frank, Grabouski and Rehm. 1982. Economic and agronomic impacts of varied philosophies of soil testing. Agron. J. 74:492–499.
- PMM Kopittke, W Neal – A review of the use of the basic cation saturation ratio and the ideal soil – https://web.archive.org/web/20141226024327/https://www.agronomy.org/publications/sssaj/articles/71/2/259
- Rehm, G.W., and R.C. Sorensen. 1985. Effects of potassium and magnesium applied for corn grown on an irrigated sandy soil. Soil Sci. Soc. Amer. J. 49:1446–1450.
- Rengasamy, P., Greene and Ford. 1986. Influence of magnesium on aggregate stability in sodic red-brown earths.   Aust. J. Soil Res. 24:229–237.
- Schonbeck, M. 2000.  Balancing soil nutrients in organic vegetable production systems: Testing Albrecht's base saturation theory in southeastern soils. Organic FarminOlson, R.A., Frank, Grabouski and Rehm. 1982. Economic and agronomic impacts of varied philosophies of soil testing. Agron. J. 74:492–499.g Res. Found. Inf. Bull. 10:17.
- Smith, G.E. and Albrecht. 1942. Feed efficiency in terms of biological assays of soil treatments.   Soil Sci. Soc. Am. Proc 7:322–330.
- St. John, R. A.; N.E. Christians, and H.G. Taber. 2003. Supplemental calcium applications to creeping bentgrass established on calcareous sand. Crop Sci. 43:967–972. (TGIF Record 86290)
- Soil Chemistry 3rd Edition – Bohn et al.
- Soil_Fertility_Management_Strategies – https://web.archive.org/web/20100611180236/http://www.pfi.iastate.edu/ofr/Fertility/SA13_Soil_Fertility_Management_Strategies.pdf
- Stevens, G., Gladbach, Motavalli and Dunn. 2005. Soil calcium:magnesium ratios and lime recommendations for cotton.   J.Cotton Sci. 9:65–71.
- Western Australian No-Tillage Farmers Association. 2005.  WANTFA Meckering R&D Site Trial Results 2004. WANTFA, Perth,Western Australia.rch – http://www.pda.org.uk/notes/tn16.php
- DOI.org